# Вътрешен човек
„Вътрешен човек“ (на английски: The Insider) е американски филм от 1999 г. режисиран от Майкъл Ман. В него участват Ал Пачино (в ролята на Лоуъл Бъргман), Ръсел Кроу (в ролята на Уайганд), Кристофър Плъмър (в ролята на Майк Уолъс), Даян Венора, Филип Бейкър Хол (в ролята на Дон Хюит) и др. Сценарият е адаптиран от Ерик Рот и Майкъл Ман от статията „Човекът, който знаеше твърде много“ от Мери Бренър, публикувана в списание Vanity Fair. Печели номинации за най-добър актьор в главна мъжка роля (Ръсел Кроу), най-добър филм, режисура, монтаж, кинематография, звуков монтаж и за сценарий, основан на по-рано публикуван или направен материал. Филмът има продължителност 157 минути. Музиката към филма е написана от Лиса Джерард и Питър Бърк (Dead Can Dance).

## Сюжет
Направен е по действителен случай. В него се разказва за изобличаването на тютюневата индустрия в предаването „60 минути“ на CBS от Джефри Уайгенд, бивш високопоставен служител на голяма тютюнева корпорация.

## Награди и номинации
| Категория                                    | Номиниран(и)                          | Резултат                |
| Оскар (26 март 2000 г.)                      | Оскар (26 март 2000 г.)               | Оскар (26 март 2000 г.) |
| -------------------------------------------- | ------------------------------------- | ----------------------- |
| Най-добър филм                               | Най-добър филм                        | номинация               |
| Най-добър филмов монтаж                      | Най-добър филмов монтаж               | номинация               |
| Най-добър звук                               | Най-добър звук                        | номинация               |
| Най-добър режисьор                           | Майкъл Ман                            | номинация               |
| Най-добра кинематография                     | Данте Спиноти                         | номинация               |
| Най-добра мъжка роля                         | Ръсел Кроу                            | номинация               |
| Най-добър адаптиран сценарий                 | Майкъл Ман, Ерик Рот                  | номинация               |
| Награда на БАФТА (9 април 2000 г.)           |                                       |                         |
| Най-добър актьор в главна роля               | Ръсел Кроу                            | номинация               |
| Златен глобус (23 януари 2000 г.)            |                                       |                         |
| Най-добър филм – драма                       | Най-добър филм – драма                | номинация               |
| Най-добър режисьор                           | Майкъл Ман                            | номинация               |
| Най-добър сценарий                           | Майкъл Ман, Ерик Рот                  | номинация               |
| Най-добра филмова музика                     | Питър Бърк, Лиса Джерард, Греъм Ревъл | номинация               |
| Най-добър актьор в драматичен филм           | Ръсел Кроу                            | номинация               |
| Сателит (16 януари 2000 г.)                  |                                       |                         |
| Най-добър филм – драма                       | Най-добър филм – драма                | награда                 |
| Най-добър режисьор                           | Майкъл Ман                            | награда                 |
| Най-добър филмов монтаж                      | Най-добър филмов монтаж               | номинация               |
| Най-добър актьор в драматичен филм           | Ръсел Кроу                            | номинация               |
| Най-добър актьор в драматичен филм           | Ал Пачино                             | номинация               |
| Най-добър поддържащ актьор в драматичен филм | Кристофър Плъмър                      | номинация               |
| Емпайър (19 февруари 2001 г.)                |                                       |                         |
| Най-добър режисьор                           | Майкъл Ман                            | номинация               |